# Человек в чёрном костюме
Человек в чёрном костюме (англ. The Man in the Black Suit) — рассказ американского писателя Стивена Кинга, написанный им в 1994 году. «Человек в чёрном костюме» был впервые опубликован в журнале «Нью-Йоркер». В 1995 году рассказ вошёл в восьмое издание антологии «Years Best Horror Stories». В 1997 году рассказ был опубликован в авторском сборнике «Шесть историй», который вышел ограниченным тиражом, а в 2002 году рассказ вошёл в сборник «Всё предельно».
В 1995 году «Человек в чёрном костюме» стал победителем «World Fantasy Award» в номинации «лучший фантастический рассказ» и обладателем премии О. Генри, в номинации «лучший рассказ года, опубликованный в журнале».
В послесловии к рассказу, опубликованному в антологии «Всё предельно», Кинг говорит о том, что своим рассказом он отдаёт честь Натаниелу Готорну и его рассказу «Молодой Гудмен Браун».
Рассказ «Человек в чёрном костюме» написан как дневник пожилого человека, который повествует о своей встрече с дьяволом, произошедшей в 1914 году недалеко от городка Касл-Рок.

## Сюжет
Рассказ начинается с того, что главный герой произведения, девяностолетний старик по имени Гэри, в своем дневнике излагает причины, по которым он, после восьмидесятилетнего молчания, решает рассказать о случае, произошедшем с ним в 1914 году. После этого он приступает к рассказу о тех событиях.
Летним субботним днём 1914 года девятилетний Гэри, выполнив поручения по дому, отправился ловить рыбу в богатом форелью ручье Касл Стрим. Поймав несколько рыб, Гэри задремал, а вскоре он проснулся и увидел высокого мужчину с бледным лицом, одетого в чёрный костюм-тройку. Гэри сразу понял, что мужчина — Дьявол, у него были оранжево-красные глаза и от него пахло горелыми спичками. Человек в чёрном костюме поздоровался с мальчиком и подошёл к нему, не оставляя следов на земле. Сначала человек начал смеяться над мальчиком, потому что тот обмочился, увидев его, а потом заявил, что мать Гэри умерла, как его брат Дэн — от укуса пчелы. Несмотря на все убеждения незнакомца, Гэри отказывался в это верить. Неожиданно человек в чёрном костюме сказал, что он голоден и собирается съесть мальчика. Гэри неожиданно для самого себя протянул ему только что пойманную рыбу, которую незнакомец начал с жадностью пожирать. Когда этот страшный человек закончил свою трапезу, он заплакал слезами из крови. Увидев это, Гэри вскочил на ноги и бросился прочь.
По пути домой Гэри встретил своего отца и рассказал ему о встрече с незнакомцем и о том, что тот сообщил о смерти матери Гэри. Отец Гэри уверил его, что мать жива, а человек в чёрном костюме ему приснился. Они вместе вернулись домой, и Гэри увидел свою мать живой. Отец Гэри решил вернуться за корзинкой и удочкой сына, оставленными на берегу реки. После недолгих колебаний Гэри отправился вместе с ним, прихватив с собой крест и святую воду. Они обнаружили, что на том месте, где стоял человек в чёрном костюме, трава была опалена и от неё пахло серой. Отец с сыном решили ничего не рассказывать матери.
В конце своего рассказа старик задается вопросом, что случится, если дьявол снова явится ему, и что случится, если дьявол будет голоден, ведь у него больше нет форели…

## История создания
Стивен Кинг рассказывает, что он однажды услышал от своего приятеля историю: будто бы дед последнего в молодости, в самом начале двадцатого века, встретил в лесу человека с кроваво-красными глазами от которого пахло серой, и ему удалось от него убежать. Эта история и была положена в основу рассказа «Человек в чёрном костюме». По свидетельству Кинга, этот рассказ писался не слишком весело, и к конечному итогу своих трудов он отнесся весьма скептически, однако, к его удивлению, рассказ не только был опубликован, но и получил несколько наград, а отзывы читателей были положительными.

## Действующие лица
- Гэри — главный герой рассказа.
- Дэн — старший брат Гэри, умерший в 1913 году от анафилактического шока, вызванного укусом пчелы, за несколько месяцев до событий описанных в рассказе.
- Лоретта — жена Альбиона и мать Гэри и Дэна.
- Альбион — муж Лоретты и отец Гэри и Дэна.
- Человек в чёрном костюме — дьявол, принявший обличье человека.
- Хелен Робичод (Мама Свит) — старейшая женщина из благотворительной организации при методической церкви.
- Кэнди Билл — терьер, принадлежащий Гэри.

## Награды
- World Fantasy Award: 1995
- Премия О. Генри: 1995